# Amina Claudine Myers
Amina Claudine Myers (Blackwell, Arkansas, 21 de marzo de 1942 o 1943) es una pianista y compositora estadounidense de jazz.

## Historial
Comenzó cantando gospel siendo aún casi una niña, en grupos dirigidos por Clara Ward y Fontella Bass. Trasladada después a Chicago, entrará en contacto con la AACM, tocando con Lester Bowie, Roscoe Mitchell, etc., a la vez que trabaja en big bands-escuelas, bajo la batuta de Gene Ammons y Sonny Stitt. Ya en Nueva York (1977) trabaja con Muhal Richard Abrams, Joseph Jarman, Marian McPartland, Art Ensemble of Chicago, Archie Shepp, Henry Threadgill y Arthur Blythe. Ya en los años 1980 y 1990, trabaja con músicos como Cecil McBee, con su propia orquesta, con la que gira por Europa, y con la Liberation Music Orchestra de Charlie Haden, desapareciendo después de la escena.

## Estilo
Diversos autores la han identificado con una cerrada defensa de la identidad negra, un sentimiento de pertenencia a una comunidad musical.

## Discografía como líder
- Poems for Piano: The Piano Music of Marion Brown (Sweet Earth, 1979)
- Song for Mother E, con Pheeroan akLaff (Leo, 1980)
- Salutes Bessie Smith (Leo, 1980)
- The Circle of Time (Black Saint, 1983)
- Jumping in the Sugar Bowl (Minor Music, 1984)
- Country Girl (Minor Music, 1986)
- Amina (RCA/Novus, 1987)
- In Touch (RCA/Novus, 1989)
- Women In (E)Motion Festival (Tradition & Moderne; grabado en 1988, aunque publicado en 2004)
- Augmented Variations (Amina C Records, 2004)
- Sama Rou (Amina C Records, 2016)